# Ptygonotus gansuensis
Ptygonotus gansuensis är en insektsart som beskrevs av Zheng, Z. och M. Chang 1994. Ptygonotus gansuensis ingår i släktet Ptygonotus och familjen gräshoppor. Inga underarter finns listade i Catalogue of Life.